# Vicia argentea
La veza o Vicia argentea es una especie  de la familia de las fabáceas.

## Descripción
Vicia argentea es una hierba perenne, con tallo leñoso subterráneo del que nacen turiones ramificados ± rastreros, densamente vilosa, con pelos de 1-1,5 mm, blandos, erectos o adpresos. Tallos aéreos hasta de 20(30) cm, erectos o ascendentes, tetrágonos. Hojas 25-42 mm, pecioladas o subsentadas, las inferiores generalmente imparipinnadas, con 6-10 pares de folíolos y un folíolo terminal rudimentario, las superiores paripinnadas, generalmente mucronadas, a veces terminadas en zarcillo simple; estípulas 4-17 x 1,5-5 mm, lanceoladas, agudas, semihastadas, con el borde entero; folíolos 9-20 x 3-5 mm, de elípticos a lineares, subagudos, connerviación pinnado-reticulada. Inflorescencias pedunculadas, con 3-7 flores agrupadas en la mitad apical; pedúnculo 2,5-6 cm, tan largo o más largo que la hoja axilante; pedicelos 1-2 mm. Cáliz 9-11,5 mm, zigomorfo, subcilíndrico, con base asimétrica y boca ligeramente oblicua, viloso; tubo 5,5-6 mm, con 12-15 nervios; lóbulos desiguales o subiguales, más cortos que el tubo, estrechamentetriangulares, subulados, los superiores 2,5-4,5 mm, los medios 3-5 mm,el inferior 3,5-5 mm. Pétalos blanquecinos con venas violáceas; estandarte 20-25 x 10-12,5 mm, panduriforme, emarginado, con la lámina aproximadamentetan larga como la uña, patente; alas 19-23,5 x 4,5-5,5 mm, con la lámina más larga que la uña; quilla 14,5-18 x 3,5-4 mm, recta, obtusa, con la lámina más corta que la uña, con una mancha púrpura en el extremo. Androceo con tubo estaminal oblicuo en el extremo; anteras c. 0,7 mm, oblongas. Ovario densamenteseríceo; estilo deprimido, con un mechón de pelos en la cara carinal. Fruto 25-27 x 7-8 mm, subromboide, elíptico u oblongo-elíptico, algo más ancho hacia el ápice, comprimido, cortamente estipitado, densamente viloso, con 2-4 semillas. Semillas 3,5-4,5 mm, elipsoidales, ligeramente comprimidas, lisas, de colorpardo grisáceo, con manchas más obscuras; hilo 1-1,3 mm, 1/10-1/8 del contorno de la semilla.

## Distribución y hábitat
Se encuentra en pedregales, gleras y al pie de roquedos rezumantes ácidos o básicos; a una altitud de 1800-2500 metros en los Altos Pirineos franceses (Gèdre) y Pirineo central español. 

## Taxonomía
Vicia argentea fue descrita por Philippe-Isidore Picot de Lapeyrouse y publicado en Histoire Abrégée des Plantes des Pyrénées 417. 1813.
Etimología
Vicia: nombre genérico que deriva del griego bíkion, bíkos, latinizado vicia, vicium = la veza o arveja (Vicia sativa L., principalmente).
argentea: epíteto latino que significa "plateada".
Sinonimia:
- Vicia canescens subsp. argentea (Lapeyr.)O.Bolos & Vigo[5]

## Nombre común
- Castellano: arveja plateada, veza.[6]